# اوآرای، ایباراکی
اوآرای، ایباراکی (به لاتین: Ōarai, Ibaraki) یک منطقهٔ مسکونی در ژاپن است که در استان ایباراکی واقع شده‌است. اوآرای ۲۳٫۷۴ کیلومترمربع مساحت و ۱۶٬۸۲۳ نفر جمعیت دارد.